# Niels-Olaf Lüders
Niels-Olaf Lüders (* 1966 in Güstrow, Bezirk Schwerin, DDR) ist ein deutscher Politiker (BSW, zuvor Die Linke). Seit 2024 ist er Abgeordneter im Landtag Brandenburg und Fraktionsvorsitzender.

## Leben und Beruf
Er studierte Rechtswissenschaften und arbeitete als Anwalt im Bereich Zivilrecht und Wirtschaftsrecht. Nach eigener Aussage konnte er es nicht länger ertragen, dass die Arbeit einer Person weniger wichtig war als die Kapitalinteressen Einzelner. Er wechselte in den Bereich Einwanderungsrecht und Strafrecht. Lüders wohnt in Strausberg.

## Politik
Lüders trat 2016 der Partei Die Linke bei und wurde 2019 Vorsitzender des Strausberger Stadtverbandes und 2020 Kreisvorsitzender Märkisch-Oderland, zudem wurde er 2019 für Die Linke in den Kreistag des Landkreises Märkisch-Oderland gewählt. Er war Direktkandidat für den Wahlkreis 59 (Märkisch-Oderland/Barnim II) bei der Bundestagswahl 2021 und landete mit 12,5 % auf Platz vier hinter den Kandidaten von SPD, CDU und AfD. Er verpasste damit den Einzug in den Bundestag. Innerhalb der Linke galt Lüders als Anhänger des Lagers um Sahra Wagenknecht.
2024 wechselte er zum neu gegründeten Bündnis Sahra Wagenknecht und wurde zum stellvertretenden Landesvorsitzenden des BSW Brandenburg gewählt. Bei der Kommunalwahl 2024 wurde er für das BSW-Wahlbündnis „Bündnis MOL“ in den Kreisrat von Märkisch-Oderland gewählt. Bei der Landtagswahl 2024 belegte er den vierten Platz der BSW-Landesliste und wurde somit in den 8. Brandenburger Landtag gewählt.
Am 13. Dezember 2024 wurde er als Nachfolger von Robert Crumbach zum Vorsitzenden der BSW-Fraktion im Landtag Brandenburg gewählt.